# 876

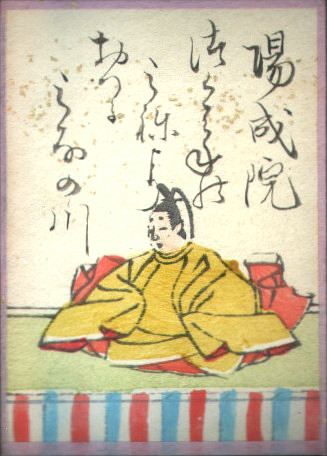
Keizer Yōzei van Japan (869 - 949)

Het jaar 876 is het 76e jaar in de 9e eeuw volgens de christelijke jaartelling.

## Gebeurtenissen

### Brittannië
- Herfst - Het Grote Deense leger onder leiding van Guthrum verovert de stad Wareham en verenigt zich met een Vikingleger (3.500 man) in Dorset. Koning Alfred de Grote sluit een wapenstilstand en wisselt gijzelaars uit om het bestand kracht bij te zetten. Guthrum bedreigt de bevoorradingsroutes vanuit Mercia en slaat in Wessex een winterkamp op.
- Vikingleider Halfdan laat zich in de stad York tot 'koning' kronen. In Northumbria besteden Deense Vikingen meer tijd aan de landbouw en verbouwen hun eigen voedsel (zoals granen en groente).

### Europa
- 28 september - Koning Lodewijk de Duitser overlijdt in Frankfurt na een regeerperiode van 33 jaar. Het Oost-Frankische Rijk wordt verdeeld onder zijn zoons: Karloman krijgt Beieren toegewezen, Lodewijk III ("de Jonge") krijgt het bestuur over Saksen (met Frankenland en Thüringen) en Karel III ("de Dikke") krijgt Zwaben (Zuid-Duitsland).
- 8 oktober - Slag bij Andernach: Lodewijk de Jonge komt in opstand tegen de troonsopvolging en verslaat bij Andernach (aan de Rijn tussen Keulen en Koblenz) het Frankische leger onder bevel van keizer Karel de Kale. Hij trekt zich onverrichter zake terug, het Rijnland blijft onderdeel van het Oost-Frankische Rijk.

### Japan
- Keizer Seiwa doet afstand van de troon (na een regeerperiode van 18 jaar) ten gunste van zijn 7-jarige zoon Yōzei. Hij volgt hem op als de 57e keizer van Japan.

## Religie
- Paus Johannes VIII reist met een delegatie door Campania om steun te vragen aan de Italiaanse stadstaten (Salerno, Capua, Napels en Amalfi) voor de Arabische plundertochten in Zuid-Italië.

## Geboren
- 2 januari - Toda van Navarra, echtgenote van Sancho I (overleden 958)
- Hendrik de Vogelaar, koning van het Oost-Frankische Rijk (waarschijnlijke datum)

## Overleden
- 31 januari - Emma van Altdorf (67), echtgenote van Lodewijk de Duitser
- 28 september - Lodewijk de Duitser (70), koning van het Oost-Frankische Rijk
- Heiric van Auxerre (35), Frankisch theoloog en schrijver
- Karloman de Blinde (29), Frankisch abt
- Koenraad II, Frankisch edelman